# 씰 (프로게이머)
씰(본명: 권민준)은 대한민국의 카트라이더 러쉬플러스 프로게이머로 아이디는 SSEAL이다.

## 선수 생활
2021년 6월, 2021-1시즌 개인전에 출전하면서 커리어를 시작했다. 2021-1시즌 개인전 8위를 기록했다.
2021년 9월 10일, 팀 GP에 입단했다. 2021-2시즌 팀전 4위, 개인전 7위를 기록했다.
2022시즌을 앞두고 팀 GP와 재계약을 체결했다. 2022-1시즌 팀전 우승, 개인전 우승을 달성했다. 이후 팀이 해체되었다.
2022년 9월 13일, ROX 게이밍에 입단했다. 2022-2시즌 팀전 3위, 개인전 5위를 달성했다. 이후 팀에서 퇴단했다.
2023년 6월, Optimal에 입단했다. 2023 KLC에 참가하여 팀전 우승을 달성했다. 이후 팀에서 퇴단했다.

## 소속팀
| # | 팀명       | 소속 기간               | 소속 리그 | 비고 |
| - | ---------- | ----------------------- | --------- | ---- |
| 1 | 팀 GP      | 2021.09.10 ~ 2022.07.13 | KRPL      |      |
| 2 | ROX 게이밍 | 2022.09.13 ~ 2023.03.02 | KRPL      |      |
| 3 | Optimal    | 2023.06.21 ~ 2023.07.02 |           |      |

## 수상 내역
공식 대회 우승 3회
- 2022 신한은행 헤이영 카트라이더 러쉬플러스 리그 시즌 1 팀전 우승
- 2022 신한은행 헤이영 카트라이더 러쉬플러스 리그 시즌 1 개인전 우승
- 2022 신한은행 쏠 카트라이더 러쉬플러스 리그 시즌 2 팀전 3위
- 2023 카트라이더 러쉬플러스 레전드 챔피언십 팀전 우승